# Campamento (Honduras)
Campamento es un municipio del departamento de Olancho en la República de Honduras.

## Toponimia
Se llamó Campamento porque en la zona, se instalaban campamentos militares, cuya posición estratégica; era una puerta de entrada y salida de Olancho. Entonces, el lugar comenzó a ser utilizado, como campamento de las tropas oficiales.

## Límites
La cabecera del municipio está situada en un estrecho llano cruzado por el Río Salto o Río Campamento, de donde tomó su nombre este municipio.
| Orientación | Límite                                   |
| ----------- | ---------------------------------------- |
| Norte       | Municipio de Concordia, Olancho          |
| Sur         | Municipio de Teupasenti, El Paraíso      |
| Este        | Municipio de Juticalpa, Olancho          |
| Oeste       | Municipio de Guaimaca, Francisco Morazán |

## Historia
En 1835, fue fundado.
En 1857, le dieron categoría de Municipio.
En 1889, en la División Política Territorial 1889 aparece como Santa Ana (Campamento) formando parte del Distrito de Juticalpa.

## División Política
Aldeas: 10 (2013)
Caseríos: 117 (2013)
| Código | Aldea           |
| ------ | --------------- |
| 150201 | Campamento      |
| 150202 | El Barro        |
| 150203 | El Carrizal     |
| 150204 | El Nance        |
| 150205 | La Libertad     |
| 150206 | La Lima         |
| 150207 | La Manaca       |
| 150208 | Los Cortés      |
| 150209 | Morán           |
| 150210 | Quebrada Grande |